# غونتاموند
غونتاموند  (Gunthamund) ولد في حوالي 450، هو ملك الوندال والآلانيين في شمال أفريقيا (تونس حاليا) بين ديسمبر 484 وسنتي 496 أو 497 تاريخ وفاته.

## السيرة الذاتية
غونتاموند هو ابن الأمير جينتو، أحد أبناء الملك جنسريق. بعد وفاة الملك هنريق في 23 ديسمبر 484، أصبح غونتاموند أكبر أعضاء عائلة الهاسدنج الحاكمة سِنًا، بالرغم من كون عمره وقتها 30 سنة.

أثناء حكمه، كان عليه أن يتعامل مع توغلات عصابات من النهابين البربر الذين ما فتئوا يهددون المملكة الوندالية في قرطاج.

في 491، خسر معركته في صقلية أمام ثيودوريك العظيم ملك القوط الشرقيين.

كمتبع للمذهب المسيحي الآريوسي، واصل سياسة اضطهاد المسيحيين الكاثوليك التي بدأها والده وجده.

توفي في سن مبكرة في 496 أو 497. خلفه من بعده آخاه ترازاموند.